# Francia história
A Francia história egy 13 kötetből álló történelmi regényfolyam, amelyet Robert Merle francia író 1977 és 2003 között írt meg. A sorozat a 16–17. századi Franciaország történetét dolgozza fel regényes formában.

## Cselekmény
A történet 1547 és 1661 között zajlik, fő témái az akkoriban Európában dúló vallásháborúk. Az első hat kötet narrátora Pierre de Siorac, a hugenotta orvosból lett kém. Az első kötetben apja, Jean de Siorac és Jean de Sauveterre letelepednek Périgord-ban, Franciaország gyönyörű, de veszélyes vidékén, ami elég távol van a királyi udvar befolyásától. Elkötelezett királypártiak, ugyanakkor hugenották is, akik egy kis közösséget hoznak létre a velük szimpatizálókkal, de ezt csakhamar beárnyékolja a Franciaországban elharapódzó vallási türelmetlenség, szegénység és éhezés, amely káoszba taszítja a királyságot.
A hetedik kötettől kezdődően új narrátora lesz a műnek, Pierre fia, Pierre-Emmanuel. A főszereplők számos ismert történelmi alakkal találkoznak, és történelmi jelentőségű eseményekbe csöppennek, köztük IV. Henrik király esküvőjén is járnak, szemtanúi lesznek a Szent Bertalan-éji mészárlásnak és III. Henrik király meggyilkolásának.

## Kötetek
Az első kötet, egyszerűen csak „Francia história” címmel 1977-ben jelent meg, amikor Merle már majdnem 70 éves, a legutolsó pedig 2003-ban, amikor már 95 éves volt. Eredetileg csak egyetlen könyvet tervezett, de az olvasók kívánságára ez folytatódott, egészen 2004-ben bekövetkezett haláláig.
Magyar fordítása már 1982-ben elkészült, és ahogy fejlődött a regényfolyam, úgy adtak ki belőle újabb és újabb köteteket. Eredetileg az Európa Kiadó gondozásaban, a szerző halála után – mivel befejeződött a regényfolyam – a 13 kötetet egységes borítóval, egymás mellé helyezve egy képet kiadó könyvgerinccel. 2018-ban a Helikon Kiadó szerezte meg a kiadás jogát, s újra elkezdte kiadni, szintén egységes borítóval.
Népszerűsége ellenére angol nyelvű fordítás egyáltalán nem létezett belőle 2014-ig.
2016-ban az író fia, Olivier Merle kiadta „A színe és a fonákja” című könyvet, amely körülbelül a hatodik és a hetedik kötet közé illeszthető be, és amely az első hat kötet főszereplőjének, Pierre-nek a szolgája, Miroul nézőpontjából meséli el az addig történteket.
| #  | Év   | Cím                      | Magyar cím             | Összefoglaló |
| -- | ---- | ------------------------ | ---------------------- | --- |
| 1  | 1977 | Fortune de France        | Francia história       | A hugenotta orvosból lett kém, Pierre de Siorac elmeséli apjának és barátjának történetét. Két veteránét, akik egy csodás közösséget hoznak létre Château Mespech falai között, melyet azonban veszélyeztet a Franciaországra leselkedő gazdasági válsághelyzet és a vallási különbségek. |
| 2  | 1979 | En nos vertes années     | Csikóéveink            | 1566-ban Pierre, féltestvére, Samson, valamint szolgájuk, Miroul elhagyják a biztonságot jelentő Château Mespech-t, hogy Montpelierbe utazzanak, a reneszánsz kor pezsgő, de veszélyes városába, hogy ott Pierre orvostudományt, Samson pedig patikusmesterséget tanuljon. Ám a fokozódó vallási türelmetlenség miatt végül komoly galibákba keverednek. |
| 3  | 1980 | Paris ma bonne ville     | Jó városunk, Párizs    | 1572-ben Pierre Párizsban találja magát, ahol kegyelmet szeretne kérni a maga részére, és eközben az udvari intrikák közt lavírozik. A lappangó feszültségek azonban felszínre törnek Szent Bertalan éjszakáján, és ez Pierre életét is veszélyezteti. |
| 4  | 1982 | Le Prince que voilà      | Íme, a király!         | 1584-ben, Párizsban veszi fel Pierre ismét a történet fonalát, ahol immár 10 éve szolgál a király orvosaként. III. Henrik felett fellegek gyülekeznek: a lotaringiai Guise-ek trónjára fenik fogukat, ami polgárháborúval fenyeget a royalisták és a Szent Liga között. Főhősünk eme zavaros időkben a király titkos követeként járja meg a navarrai és angol királyi udvarokat, és több királyi várost. Sikeres küldetései ellenére a király mozgástere mégis egyre szűkül…                                      |
| 5  | 1983 | La violente amour        | Szenvedélyes szeretet  | A Blois-i kastélyban történt kettős gyilkosság után a Szent Liga nyílt konfliktust kezd III. Henrik ellen, aki Navarrai Henrikkel szövetkezik, és őt teszi meg örököséül. A Pierre de Siorac átéli és leírja Párizs ostromát, III. Henrik uralkodásának végnapjait. |
| 6  | 1985 | La Pique du jour         | A pirkadat             | IV. (Navarrai) Henrik leszámolt ugyan a Guise-ek fenyegetésével, ám a pápa, a spanyol II. Fülöp király és a jezsuiták különböző diplomáciai és intrikus eszközökhöz folyamodva szervezkednek ellene. Pierre megjárja Rómát, a spanyol királyi udvart, és lezárja emlékiratait. |
| -  | 2016 |                          | A színe és a fonákja   | Ezt a kötetet nem Robert Merle, hanem a fia, Olivier Merle írta. Gazdája Pierre de Siorac árnyékában mindenütt jelen volt Miroul, a hűséges szolga, aki a családja kiirtása után tolvajsorban a nyomor útján elkerül Jean de Siorac báró mespechi várkastélyába. Ügyességének és gyors észjárásának köszönhetően megmekülvén a bitófától, a Siorac család nemesi kötelékébe áll, így emlékiratában hűen beszámolhat gazdája ifjúkoráról, szerelmeiről s a jellemformáló évek izgalmas kalandjairól.               |
| 7  | 1991 | La Volte des vertugadins | Libben a szoknya       | Pierre-Emmanuel de Siorac, Pierre Siorac legkisebb gyermeke veszi fel a történet fonalát 1607-ben, IV. Henrik uralkodásának utolsó három évében. Az udvar fő elfoglaltságai a mulatozás, bálozás, a király kicsapongó szerelmi életének nyomon követése. Mindennek egy fanatikus tőre vet véget 1610-ben. |
| 8  | 1993 | L’Enfant-Roi             | A gyermekkirály        | Pierre-Emmanuel a kis király, XIII. Lajos első nemesemberévé válik, hiszen, mint apja a király atyját, ő is uralkodóját kívánja a leghívebben szolgálni. A gyermekkirály azonban nehéz helyzetben van: Anyja, aki gyűlöli őt, régensként uralkodik, az állam vagyonát rá nagy befolyással lévő kalandoroknak osztogatja, Concino Concini nevű kegyeltje halmozza a címeket és növeli a befolyását, egészen az 1617. április 24-i államcsínyig, amikor a daliás ifjúvá érett Lajos magához nem ragadja a hatalmat. |
| 9  | 1995 | Les Roses de la vie      | Az élet rózsái         | |
| 10 | 1997 | Le Lys et la pourpre     | Liliom és bíbor        | |
| 11 | 1999 | La Gloire et les périls  | Veszedelem és dicsőség | |
| 12 | 2001 | Complots et cabales      | Ármány és cselszövés   | |
| 13 | 2003 | Le Glaive et les amours  | Pallos és szerelem     | |

## Magyarul
- Francia história; ford. Görög Lívia; Európa, Bp., 1982
- Csikóéveink; ford. Görög Lívia; Európa, Bp., 1984
- Jó városunk, Párizs. Regény; ford. Görög Lívia; Európa, Bp., 1987
- Íme, a király!; ford. Görög Lívia; Európa, Bp., 1990
- Szenvedélyes szeretet; ford. Görög Lívia; Európa, Bp., 1991
- A pirkadat; ford. Görög Lívia; Európa, Bp., 1993
- Libben a szoknya; ford. Mihancsik Zsófia; Európa, Bp., 1995
- A gyermekkirály; ford. Pór Judit; Európa, Bp., 1995
- Az élet rózsái; ford. Pór Judit, Kamocsay Ildikó; Európa, Bp., 1996
- Liliom és bíbor; ford. Kamocsay Ildikó; Európa, Bp., 1998
- Veszedelem és dicsőség; ford. Kamocsay Ildikó; Európa, Bp., 2000
- Ármány és cselszövés; ford. Kamocsay Ildikó; Európa, Bp., 2002
- Pallos és szerelem; ford. Szántó Judit; Európa, Bp., 2005